# Pawel Semjonowitsch Schukow
Pawel Semjonowitsch Schukow (russisch Павел Семёнович Жуков; 1870–1942) war ein russischer Fotograf.

## Leben
Schukow lernte sein Handwerk im Atelier von Konstantin Schapiro, wo er Porträtaufnahmen machte. Mit Unterstützung der Sankt Petersburger Akademie der Künste richtete er sein eigenes Atelier ein. Er nahm Porträts zahlreicher Künstler auf, darunter Anton Tschechow und Pjotr Tschaikowski. Nach der Oktoberrevolution 1917 begann Schukow mit Porträts von Politikern. Er fotografierte Lenin auf einem Stuhl sitzend.
In den 30er Jahren arbeitete Pawel Schukow als Fotoreporter. Während der Blockade von Leningrad wurde sein Haus von einem Artilleriegeschoss getroffen. Schukow starb, und zahlreiche seiner Negative wurden zerstört.